# Nordens Institut i Finland
Nordens Institut i Finland (Nifin) var et nordisk kulturinstitut i Helsinki under Nordisk Ministerråd. Instituttets formål var at sprede kendskab om nordiske sprog og kulturer i Finland, samt at formidle viden om finsk sprog og kultur til det øvrige Norden. Endvidere koordinerede Nifin i samarbejde med de øvrige nordiske huse og institutter et kultursamarbejde med Nordens naboer i Baltikum og det nordvestlige Rusland.
Nifin rådede over et nordisk specialbibliotek med ca. 16.000 titler fordelt på både skøn- og faglitteratur samt av-materiale. 
Instituttet afholdte kulturelle arrangementer såsom forfatteraftener, udstillinger og forelæsninger om nordiske emner, og havde et bredt samarbejde med andre organisationer og kulturinstitutter. Desuden arrangerede Nifin seminarer og sprogkurser og publicerer materiale om Norden og nordiske sprog, både på nettet og i trykt form.
Endvidere administrerede Nifin Valhalla - Nordisk Ministerråds portal for børne- og ungdomskultur.
Instituttet havde en del udadrettet virksomhed, særligt henvendt til skoler og uddannelsesinstitutioner i Finland. 
Nifin blev grundlagt i 1997 og lå centralt i Helsinki på Kaisaniemenkatu i Den Nordiske Investeringsbanks bygning. I 2012 fusionerede NIFIN med Kulturkontakt Nord. I 2017 skiftede de navn til Nordisk Kulturkontakt, som i dag også forvalter en del støtteprogrammer for kunst og kultur i Norden. 

## Eksterne links
- Kulturkontakt Nord Arkiveret 7. juni 2015 hos  Wayback Machine

- Nordisk Ministerråd

- Valhalla – Nordisk Ministerråds portal for børne- og ungdomskultur Arkiveret 28. februar 2017 hos  Wayback Machine